# Ropica bifuscoplagiata
Ropica bifuscoplagiata là một loài bọ cánh cứng trong họ Cerambycidae.